# Vlastivedný slovník obcí na Slovensku
Vlastivedný slovník obcí na Slovensku je třísvazkový vlastivědný slovník. Byl vydán v letech 1977–1978 nakladatelstvím SAV Veda. Hlavními redaktory byli Miroslav Kropilák a Milan Strhan, výkonným redaktorem byl Ján Hudák. Obsahuje nejdůležitější informace o 3 155 obcích na Slovensku. Informace jsou aktuální k 1. lednu 1965 s přihlédnutím ke změnám do konce roku 1970. Náklad každého svazku byl 20 000 kusů. Slovník je dodnes nejobsáhlejší místopisnou syntézou jednotlivých sídel na Slovensku.

## Seznam svazků
- I. svazek: písmena A – J,
- II. svazek: písmena K – R,
- III. svazek: písmena S – Ž s místním a jmenným registrem

## Struktura hesel
- staré a cizojazyčné názvy obce a jména obyvatel (včetně nejstaršího doloženého názvu obce)
- administrativní začlenění
- části obce, počet obyvatel (od sčítání lidu v roce 1869)
- přírodní podmínky (nejvyšší a nejnižší nadmořská výška, poloha, povrch, podnebí, voda, půda, flóra, fauna, přírodní rezervace)
- historie, kultura (školství, divadla, hudba, literární a umělecký život, věda a výzkum, tiskárny, časopisy, památky, národopis, osobnosti)
- zdravotnictví
- sport a turistika
- literatura o obci